# Apeadeiro de Avenida da França
O Apeadeiro de Avenida da França foi uma interface das Linhas da Póvoa e Guimarães, situada junto à Avenida da França, na cidade do Porto, em Portugal. Foi substituída pela Estação Casa da Música do Metro do Porto.

## História

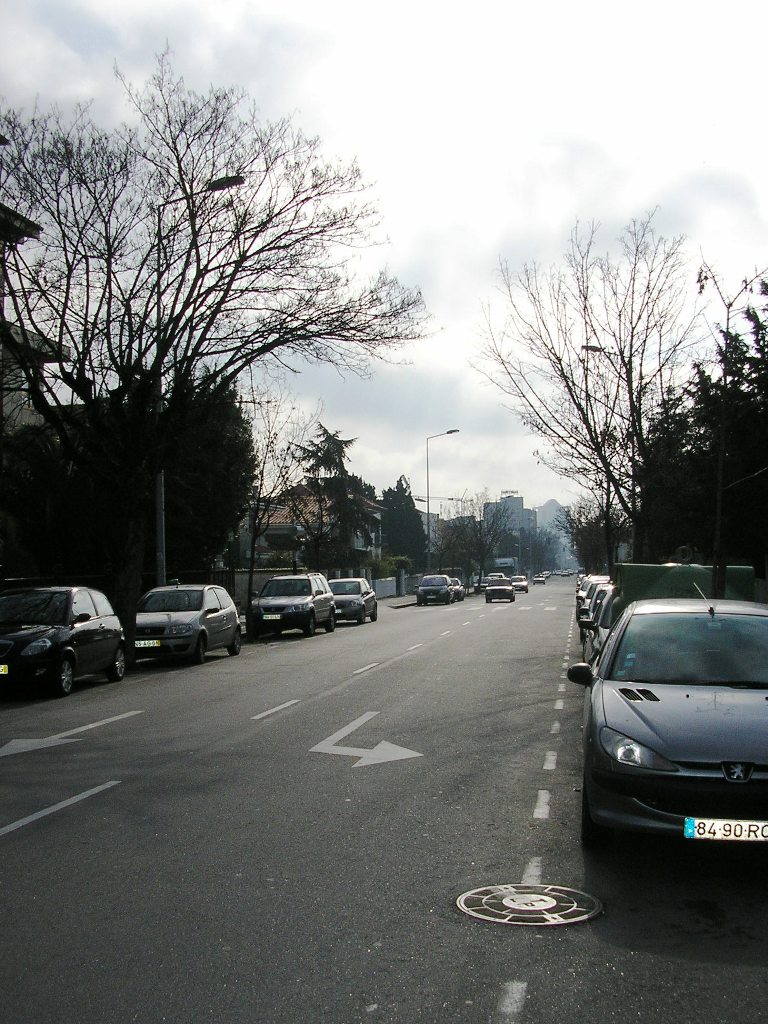
Avenida da França.

Esta interface situava-se no troço da Linha da Póvoa entre as estações da Porto-Boavista e Porto-Trindade, que entrou ao serviço em 30 de Outubro de 1938. Com a abertura da estação na Trindade, deixaram de se fazer os serviços de passageiros na Boavista, que foram transferidos para o apeadeiro de Avenida da França, construído a poucas dezenas de metros de distância.
O troço entre a Trindade e a Senhora da Hora foi encerrado em 28 de Abril de 2001, para se iniciarem as obras de instalação do Metro do Porto no antigo canal da linha.